# Aide aux victimes des dérives de mouvements religieux en Europe et à leurs familles
L’AVREF, ou Aide aux victimes des dérives de mouvements religieux en Europe et à leurs familles, est une association dont l'objectif est selon ses statuts de « prévenir, d’informer, d’aider et de réconforter toute personne ou son entourage, victime, directe ou collatérale, de dérives émanant de mouvements ou communautés diverses, à caractère philosophique ou religieux, notamment catholiques »
En pratique, l'AVREF s'est plus particulièrement spécialisée dans la lutte contre les dérives sectaires et les abus sexuels au sein de l'Église catholique.
L'AVREF compte aux côtés de l'Unadfi et du CCMM parmi les trois principales associations œuvrant en faveur les victimes de dérives sectaires.

## Historique
En novembre 1998, des parents de membres de communautés catholiques, en particulier les sœurs mariales d'Israël et la Communauté Saint-Jean, se regroupent, partageant la même inquiétude sur le sort de leurs enfants exposés à des dérives sectaires. Ils se constituent dans l'« Association vie religieuse et familles », dont l'acronyme est l'AVREF,, avec pour objet :
- d'établir les liens d'entraide entre les familles ;
- de conseiller et soutenir les familles qui s'adressent à elles ;
- d'informer les autorités ecclésiales des problèmes qui pourraient exister dans les relations entre des communautés et des familles ;
- de chercher à améliorer ces relations, chaque fois que cela est nécessaire, par un travail de réflexion mené avec les autorités, les responsables de communautés et toute personne susceptible de contribuer à cette amélioration.

Les premiers débuts sont décevants. Les évêques contactés par l'association ne donnent pas suite à ses demandes ou même s'abstiennent de répondre. Plusieurs courriers sont envoyés à partir de mars 1999 à Raymond Séguy, évêque d'Autun dont dépend canoniquement la Communauté Saint-Jean. Ce dernier répond avec impatience aux fondateurs de l'AVREF : « Je ne vais tout de même pas passer mon temps à répondre à votre manie épistolaire concernant une affaire qui ne me concerne qu’indirectement »
En novembre 2000, l'association envoie une lettre à l'ensemble des évêques de France sur les abus de pouvoir de certains fondateurs qui reste sans effet. La parution en février dans La Vie de l'enquête de Laurent Grzybowski, assisté de Jean Mercier et de Bernadette Sauvaget « Des gourous dans les couvents » connaît un grand retentissement en attirant l'attention du public sur les dérives sectaires de cinq communautés religieuses catholiques. L'article d'une dizaine de pages est largement basé sur la documentation de l'AVREF, de même que celui de Xavier Ternisien dans Le Monde,.
Sous la pression de ces articles de presse et des débats autour du projet de la loi About-Picart, la Conférence des évêques de France met en place en 2002 le Service Accueil Médiation (SAM) destiné à une action de conciliation entre les parents et anciens membres et les communautés mises en cause. Malgré les dossiers que lui transmet l'AVREF, notamment sur la Communauté Saint-Jean, l'association est tenue à l'écart par l'épiscopat qui ne souhaite pas traiter d'égal à égal avec les associations, comme l'UNADFI et l'AVREF et s'oppose à leur participation comme membres du SAM. Cependant les plaintes recueillies et transmises par l'AVREF aboutissent en octobre 2004 à la nomination par la Congrégation pour les religieux d'un assistant pour la Communauté Saint-Jean. Le retrait en 2005 par le cardinal Philippe Barbarin de la reconnaissance canonique accordée aux sœurs mariales d'Israël doit également beaucoup à la mobilisation constante de l'AVREF. L'AVREF rencontre en revanche des difficultés à faire entendre sa voix dans l'opinion, faute de relais médiatiques.
De 1998 à 2013, l'AVREF reçoit près de deux mille signalements. Lorsque les témoignages lui semblent concordants et probants, l’association informe la Miviludes et les autorités ecclésiales.
En 2013, l'AVREF fait évoluer son intitulé et devient « Aide aux victimes de dérives dans les mouvements religieux en Europe et à leurs familles ». En même temps, elle élargit ses objectifs statutaires : « alerte des autorités administratives, étatiques et ecclésiales et, le cas échéant, les médias, au sujet d'abus de faiblesse et/ou d'atteintes à la dignité de la personne humaine ou à ses droits fondamentaux » et « coordination active avec les associations et mouvements poursuivant des objectifs similaires, en France et à l'international ».
L'AVREF entretient des liens avec d'autres associations et institutions s'occupant de dérives sectaires. Ses activités concernent les abus touchant le monde catholique, et aussi sa périphérie avec la publication en 2016 d’un dossier sur les abus sexuels dans la Fraternité sacerdotale Saint-Pie-X.

## Dirigeants
L'AVREF créée en 1998 est dirigée dans un premier temps par Daniel et Françoise Poujade, dont la fille était victime à l'époque d'abus au sein de la communauté Saint-Jean.
D'avril 2012 à décembre 2013, Laurence Poujade, fille du couple fondateur, leur succède.
De décembre 2013 à mai 2021, l'AVREF est dirigée par Aymeri Suarez-Pazos, ancien membre de l'Opus Dei, qui était jusqu'alors vice-président de l'association. Il fait partie, avec l'universitaire Yves Hamant, des trois initiateurs de « l'Appel de Lourdes », en octobre 2013 contre les dérives sectaires dans l'Église catholique,. Jean-Luc Dexemple lui succède en décembre 2021.
Le 24 mai 2024, le bureau de l'association élit comme président Séamus Browne.

## Activités

### Recueil de témoignages
L'association a recueilli, depuis sa création, de très nombreux témoignages auprès de personnes se disant victimes des agissements de certaines communautés religieuses catholiques, ces personnes étant soit des membres de ces communautés, soit des parents de membres.

### Publication de dossiers et de livres noirs
L'association a notamment publié un recueil de témoignages sur la Famille monastique de Bethléem et un dossier sur les Travailleuses missionnaires qui a été cité lors de la mise en examen de cette communauté en novembre 2017,,. Elle a également publié deux livres noirs sur la Communauté Saint-Jean et la Fraternité sacerdotale Saint-Pie-X,.

### Alerte des autorités religieuses catholiques
L'association se veut lanceuse d'alerte auprès des autorités ecclésiastiques tout comme des autorités administratives.

### Organisation de journées annuelles d'études
Depuis sa création, l'AVREF organise régulièrement des journées annuelles d'études et d'échanges sur les problèmes des dérives sectaires. Elle déclare faire un constat sombre de la situation d'anciens adeptes de communautés catholiques pour diverses raisons : santé abîmée ; troubles psychiques, tentations suicidaires, emprises tenaces ; absence de moyens de subsistance.

## Publications
- Eau vive et espérances taries : Le livre noir des Travailleuses et Travailleurs missionnaires de l’Immaculée - Supplément, octobre 2014, 38 p. (lire en ligne [PDF])
- Témoignages concernant la communauté de Bethléem, 2015, 114 p. (lire en ligne [PDF])
- Un cheval de Troie : Le livre noir de la Fraternité sacerdotale Saint-Pie X, janvier 2019, 68 p. (lire en ligne [PDF])
- L'Ombre de l'Aigle : Le livre noir de la Communauté Saint-Jean, 14 janvier 2021, 89 p. (lire en ligne [PDF])